# Man'kivka
Man'kivka (in ucraino Маньківка?) è un insediamento rurale ucraino (7440 abitanti) nel distretto di Uman' nell'oblast' di Čerkasy. Ospita l'amministrazione della comunità territoriale di Man'kivka, una delle comunità territoriali dell'Ucraina.
Fino al 18 luglio 2020 Man'kivka è stata il centro amministrativo del distretto di Man'kivka, abolito come parte della riforma amministrativa dell'Ucraina, che ha ridotto a quattro il numero dei distretti dell'oblast' di Čerkasy. L'area del distretto di Man'kivka è stata fusa nel distretto di Uman'.
Fino al 26 gennaio 2024 Man'kivka era classificato come insediamento di tipo urbano. Da tale data è entrata in vigore una nuova legge che ha abolito questo status e Man'kivka è stato riclassificato come insediamento rurale.